# Kassoumkent
Kassoumkent (Касумкент) est un village du Daghestan en fédération de Russie qui est le chef-lieu administratif du raïon de Souleïman Stalski (d'après le nom du poète). Il se trouve à 185 km au sud de Makhatchkala. Sa population (en majorité de Lezguiens) était de 11 419 habitants en 2002.

## Histoire
Le village a été formé dans la première moitié du XIXe siècle et a été inclus dans le khanat de Kiourine en 1812. En 1866, il est devenu le chef-lieu administratif de l'okroug de Kiourine, appartenant à l'oblast du Daghestan.
Le village comptait 580 habitants en 1886 et 1 013 en 1897.